# Josef Taufer
Josef Taufer (31. července 1869, Dřínov – 5. listopadu 1940, Brno) byl český zvěrolékař, redaktor a vydavatel.

## Biografie

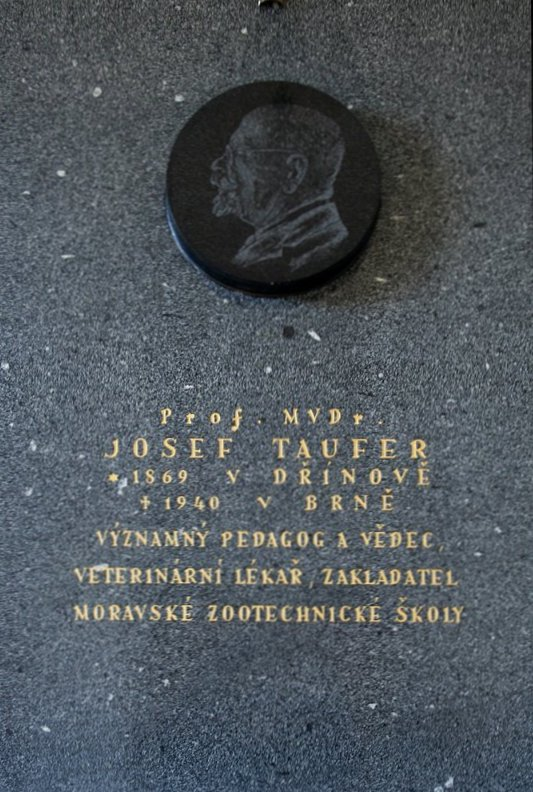
Pamětní deska ve vestibulu Tauferovy střední odborné školy veterinárnív Kroměříži

Josef Taufer se narodil v roce 1869 v Dřínově, jeho rodiči byli zemědělci a chovatelé. Vychodil obecnou školu v Kroměříži, následně absolvoval piaristické gymnázium v Kroměříži (ale maturoval v Třebíči) a roku 1887 nastoupil na Vysokou školu zvěrolékařskou (dle jiných zdrojů C.k. Vojenský institut ve Vídni) ve Vídni a v roce 1892 získal titul doktora veteriny. Mezi lety 1893 a 1894 pracoval jako obvodní zvěrolékař v Tišnově, od roku 1894 a 1895 pracoval jako zvěrolékařský aspicient ve Vídni a mezi lety 1895 a 1896 tamtéž jako asistent vojenského zvěrolékaře.
V roce 1896 začal vydávat Časopis českých zvěrolékařů. Mezi lety 1896 a 1899 pracoval jako okresní zvěrolékař v Třebíči a mezi lety 1899 a 1908 ve Valašském Meziříčí. V roce 1903 získal titul doktora veterinární medicíny na Veterinární fakultě Bernské univerzity. Následně se v roce 1908 stal inspektorem chovu koní moravského místodržitelství, v této pozici pracoval do roku 1918, kdy se stal přednostou III. oddělení pro živočišnou výrobu ministerstva zemědělství. V roce 1919 byl jmenován profesorem zootechniky. Následně roku 1920 se stal přednostou Ústavu všeobecné a speciální zootechniky Vysoké školy zemědělské v Brně, tam byl také v letech 1922 až 1924 rektorem. Od roku 1921 působil jako ředitel Zemského výzkumného ústavu zootechnického v Brně. Zemřel v Zemské nemocnici v Brně a byl pohřben v Tišnově.
Byl členem Spolku Kounicovy koleje českých vysokých škol v Brně a zakládajícím členem spolku Dům útěchy v Brně. Jsou po něm pojmenovány koleje Mendelovy univerzity – koleje J. Taufera v Brně. Je po něm pojmenována i Tauferova střední odborná škola veterinární v Kroměříži. Ve vestibulu školy je i umístěna pamětní deska. V roce 1929 mu bylo uděleno čestné občanství obce Dřínov a roku 1939 byla na jeho rodném domě odhalena pamětní deska. Pamětní deska Josefu Tauferovi je umístěna i na kolejích J. Taufera.